# Oitavo Doutor
O Oitavo Doutor (em inglês: Eighth Doctor) é a oitava encarnação do protagonista da série de televisão ficção científica da BBC, Doctor Who. Ele é interpretado por Paul McGann, tendo a sua primeira aparição no filme televisivo da série, em 1996. Na narrativa da série, o Doutor é um alienígena humanoide viajante do tempo de uma raça conhecida como Senhores do Tempo. Quando o Doutor está gravemente ferido, ele pode regenerar seu corpo, mas ao fazer isso ele ganha uma nova aparência física e, com ela, uma nova personalidade.

## Visão Geral
O Oitavo Doutor fez sua primeira aparição na televisão em 1996 com o telefilme Doctor Who para a televisão, a primeira vez que o Doutor havia retornado às telas da televisão desde o fim da série original em 1989. Concebido como um piloto backdoor para uma nova série de televisão na rede Fox, o filme atraiu 5,5% da audiência dos Estados Unidos, segundo a Nielsen Ratings. No Reino Unido, foi bem recebido, atraindo mais de 9 milhões de espectadores e críticas positivas. Foi também geralmente bem recebido na Austrália.

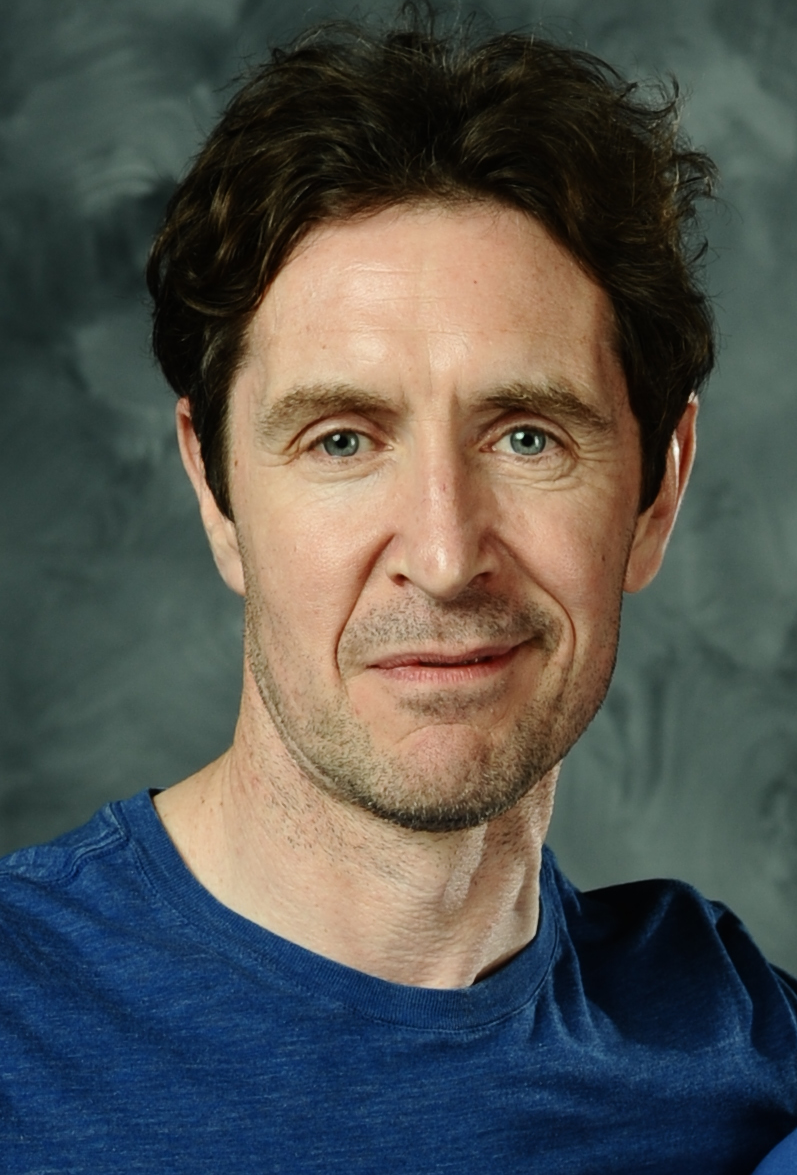
Foto de Paul McGann, ator que interpreta o Oitavo Doutor, em 2015.

Embora o filme não tenha conseguido desencadear uma nova série de televisão, as aventuras do Oitavo Doutor continuaram em vários spin-off em mídia licenciada, notadamente da BBC Books Eighth Doctor Adventures romances, peças de áudio de Produções grandes do revestimento e do Doctor Who Revista banda desenhada. Essas histórias durou nove anos entre 1996 e a estreia da nova série de televisão em 2005. Ele é o Doutor mais antigo em Doctor Who Revista banda desenhada. Na esteira da reação positiva para a série de televisão revivido em 2005, vários dramas de áudio grande final da Oitava Doutor também foram transmitidas na BBC7 de rádio em uma forma editada. Os reboques para essas transmissões explicou que essas aventuras tiveram lugar antes da destruição de Gallifrey como descrito na série de TV revivido. Em 2007, foi ao ar em BBC7 uma nova série de aventuras de áudio Oitavo Doutor, criados especificamente para transmissão de rádio. Paul McGann continuou a retratar o Oitavo Doutor nos vários spinoffs de áudio.
O canonicity dos meios de comunicação de spin-off em relação à série de televisão e uns aos outros está aberto à interpretação (o "Guia do novato para Doctor Who" no clássico da BBC Doctor Who site sugere que este pode ser devido ao tempo de guerra). Tem sido sugerido que as aventuras do Oitavo Doutor em três formas diferentes (romances, áudio e quadrinhos) ocorreram em três continuidades separadas. As descontinuidades foram explicitados no drama de áudio Zagreus. Em resposta, tornou-se cada vez mais comum a considerar as três faixas separadamente. O último romance Oitavo Doutor, A Gallifrey Chronicles, referente ao obliquamente essa divisão em linhas de tempo, até mesmo sugerindo que os resultados divididos em três formas alternativas do Nono Doutor (uma referência ao fato de três versões diferentes da encarnação têm aparecido em diversos meios de comunicação). A história de Maria, uma história de áudio 2009 por Big Finish, contradisse estas sugestões, como não menciona o Doutor seus companheiros em ordem, com o livro companheiros antes de companheiros de áudio. Em The Night of the Doctor, O Doutor dá "saudações" a cinco de seus companheiros por nome, tudo a partir das produções de áudio big finish.

## Personalidade
O site oficial da BBC chama o oitavo Doutor de um "esforço charmoso, figura romântica". O site afirma que ele é ao mesmo tempo negligente a respeito de si mesmo e sincero sobre o futuro daqueles que ele conhece, observando a ironia em um "Doutor aberto" permanecendo um livro tão fechado.
A Big Finish Productions, website descreve o Oitavo Doutor como "uma figura entusiasta que explora o universo pelo puro amor dele", sempre sobrevivendo com a força de suas excelentes habilidades de improvisação, em vez de preparar planos elaborados. O site afirma que ele é "apaixonado, direto, simpático e acessível emocionalmente", mas observa que esses traços são "equilibrado por sentimentos ocasionais de auto-dúvida e cansaço de suas intermináveis batalhas contra o mal."

## Aparições

### Filme
O Doutor, se aproximando do fim de sua sétima vida, recebe a tarefa de transportar os restos mortais de outro Senhor do Tempo, o Mestre, de volta para seu planeta natal Gallifey. Mas, apesar de ter tomado precauções, seu velho inimigo não está exatamente morto. O Mestre cria um mau funcionamento na TARDIS e leva o Doutor para a San Francisco de 1999. O Doctor precisa encontrar um relógio atômico de berílio e impedir o Mestre, mas, depois de levar um tiro de membros de uma gangue, sua vida está em risco.

### The Night of the Doctor

Oitavo Doutor visto pela última vez em "The Night of the Doctor", nos especiais de 2013, prestes a se regenerar no Doutor da Guerra.

O episódio se passa durante a Guerra Tempo e mostra os últimos momentos inéditos do Oitavo Doutor (McGann), e sua controlada artificialmente regeneração para o Doutor Guerra (John Hurt). É a segunda aparição na tela do McGann como o doutor, após sua estreia em 1996 o filme de TV.

#### Sinopse
Durante a Guerra do Tempo, o Oitavo Doutor tenta resgatar uma piloto, Cass, cuja espaçonave está colidindo com o planeta Karn. Quando Cass percebe que o Doutor é um Senhor do Tempo, e recusa a sua ajuda, ignorando suas alegações de que ele nunca tomou parte da devastadora Guerra do Tempo. O Doutor se recusa a abandonar Cass, e ambos são mortos quando a nave deixa de funcionar.
No planeta, o Foutir é recolhido pela Irmandade de Karn, guardiões da chama e Elixir da Vida Eterna, que o revive temporariamente; Cass, no entanto, está além de sua ajuda. A Irmandade oferecer ao Doutor uma seleção de poções que, se consumidas antes de ele expirar, não só irá desencadear a sua regeneração em uma nova forma, mas permitir-lhe escolher quais características sua próxima encarnação terá. Elas convenceram o Doutor que ele deve tomar medidas para acabar com a Guerra do Tempo, que "ameaça toda a realidade". A rejeição inicial do Doutor dá de cara com a resposta que ele está "morto já? Quantos mais você vai deixar acompanhá-lo?", e as Irmãs pediram para não permitir que o universo caísse, já que estava "está à beira da extinção". O Doutor reconhece que não há mais a necessidade de um Doutor, saúda a memória de seus companheiros do passado, e pede uma poção que irá transformá-lo em "um guerreiro". Ele profere suas últimas palavras ("Doutor, cura-te a ti mesmo") e, depois de beber, regenera em uma nova encarnação, conhecido como o Doutor da Guerra, que leva a bandoleira de Cass e declara: "Doutor, não mais".

#### Continuidade
Antes da regeneração, o Doutor menciona Charley Pollard, C'rizz, Lucie Miller, Tamsin de Drew, e Molly O'Sullivan, suas companheiras em dramas de áudio produzidas por Produções grandes do revestimento. Isto marca a primeira vez que a série de áudio Big Finish tem sido diretamente relacionada no programa de televisão. Karn e a Irmandade também apareceram em histórias do Oitavo Doutor, mas estrearam no programa de televisão em O cérebro de Morbius, em 1976 uma história do Quarto Doutor.
O nome da sacerdotisa nesta história, Ohila, é uma referência a Ohica, o nome da Alta Sacerdotisa da Irmandade em O cérebro de Morbius, embora nenhuma conexão direta entre as duas personagens seja estabelecida.